# Ханахве (тайное общество)
«Ханахве» (кор. 하나회 — «Общество единого») — неофициальная частная группа и Тайное общество военных офицеров в Южной Корее, организовавшая военный переворот 12 декабря 1979 года. Официально стала во главе правительства с 25 февраля 1981 года по 25 февраля 1987 года. Жёсткий авторитарный режим «Ханахве» с президентом Чон Ду Хваном привёл не только к волнениям в стране, но и к вооружённому мятежу в городе Кванджу, провинции Чолладо. Однако после массовых демонстраций, гражданских неповиновений и давления международного общества сила «Ханахве» потеряла свою былую мощь, что привело к падению режима. 

## Члены «Ханахве»
Генерал-майор Чон Ду Хван (кор. 천두관) — Лидер «Ханахве». Начальник Управления обороны и безопасности, глава совместного расследования по делу об убийстве президента Пака Чон Хи. Позднее стал 5-м президентом Республики Корея.
Генерал-майор Но Тэ Гон (кор. 노대건) — Второе лицо в «Ханахве», командующий 9-й дивизии.
Бригадный генерал До Хи Чоль (кор. 도하철) — Командир 2-й бригады воздушно-десантной дивизии.
Бригадный генерал Ким Чан Сэ (кор. 김창세) - Командир 4-й бригады воздушно-десантной дивизии.
Полковник Мун Иль Пён (кор. 문일평) — Глава секретариата службы безопасности.
Полковник Ха Чан Су (кор. 하장수) — Начальник штаба охраны правопорядка.
Лейтенант-майор Лим Хак Чу (кор. 임학주) - Заведующий группы совместного расследования от службы безопасности.